# Золтан Варга (шахіст)
Золтан Варга (угор. Varga Zoltán; нар. 12 липня 1970) – угорський шахіст, гросмейстер від 1995 року.

## Шахова кар'єра
У середині 1990-х років увійшов до когорти провідних угорських шахістів. 1996 року досягнув одного з найбільших успіхів у кар'єрі, здобувши перемогу на чемпіонаті Угорщини. який відбувся в Будапешті. У період з 1998 по 2004 рік представляв свою країну на шахових олімпіадах, 2001 року – на командному чемпіонаті світу, а в 1992 і 2003 роках - на командному чемпіонаті Європи (з другої спроби здобувши срібну медаль в особистому заліку на 3-й шахівниці).
Неодноразово брав участь у міжнародних турнірах, досягнувши успіхів, зокрема, в таких містах, як: Верфен (1991, поділив 1-ше місце), Altensteigu (1993, турнір B, посів 1-ше місце), Будапешті (1994, посів 1-ше місце; 1998, посів 1-ше місце; 2000, поділив 1-місце разом з Робертом Руком), Шарошпатак (1995, посів 1-ше місце), Залакарош (1995, поділив 1-ше місце разом із, зокрема, Дьюлою Саксом, Аттілою Гроспетером, Йожефом Хорватом і Костянтином Чернишовим), Реклінггаузен (1995, посів 2-ге місце разом з Ігорем Глеком), балатонберень (1997, поділив 1-ше місце), Дюла (1998, посів 2-ге місце позаду Гроспетера), Кьосег (1999, посів 2-ге місце позаду Андрія Зонтаха), Пакш (2000, посів 2-ге місце позаду Ненада Шулави), Дортмунд (2001, open, посів 1-ше місце), Опатія (2002, поділив 2-ге місце разом з Робером Фонтеном, позаду Золтана Ріблі), Бенаске (2003, поділив 1-ше місце разом із, зокрема, Олегом Корнєєвим, Павелом Ярачем, Антоанетою Стефановою, Белою Бедеа і Аліком Гершоном), Надьканіжа (2003, поділив 2-ге місце позаду Георгія Тимошенка, разом з Золтаном Дьїмеші і Гергеєм Анталом), Мішкольц (2004, посів 1-ше місце), Балатонлелле (2005, посів 1-ше місце), Цюрих (2005, посів 1-ше місце), Харкань (2006, поділив 1-місце разом з Ференцом Беркешом та Іваном Фараго), а також у Балатонфольдварі (2007, поділив 1-ше місце).
Найвищий рейтинг Ело в кар'єрі мав станом на 1 липня 2004 року, досягнувши 2592 пунктів займав тоді 6-те місце серед угорських шахістів.

## Зміни рейтингу
| На цьому місці має відображатися графік чи діаграма, однак з технічних причин його відображення наразі вимкнено. Будь ласка, не видаляйте код, який викликає це повідомлення. Розробники вже працюють для того, щоби відновити штатне функціонування цього графіка або діаграми. | |
| | На цьому місці має відображатися графік чи діаграма, однак з технічних причин його відображення наразі вимкнено. Будь ласка, не видаляйте код, який викликає це повідомлення. Розробники вже працюють для того, щоби відновити штатне функціонування цього графіка або діаграми. |